# Barbara Blida
Barbara Maria Blida, geborene Szwajnoch (* 3. Dezember 1949 in Siemianowice Śląskie; † 25. April 2007 ebenda) war eine polnische Politikerin.

## Leben und Beruf
Blida studierte an der Schlesischen Technischen Universität, wo sie 1976 ihren Abschluss im Bauingenieurwesen machte. Daneben arbeitete sie von 1968 bis 1977 als Fachkraft für Arbeitsschutz beim Chemie- und Mineraldünger-Produzenten „Zakłady Azotowe Chorzów“. Anschließend arbeitete sie bis 1993 als Chefingenieurin beim Bauunternehmen „Fabud“ aus ihrer Heimatstadt. 2001 übernahm sie den Vorstandsvorsitz der Bauunternehmung „J.W. Construction Holding“. Seit 2003 schrieb sie zudem für die Tageszeitung Dziennik Zachodni Kolumnen.

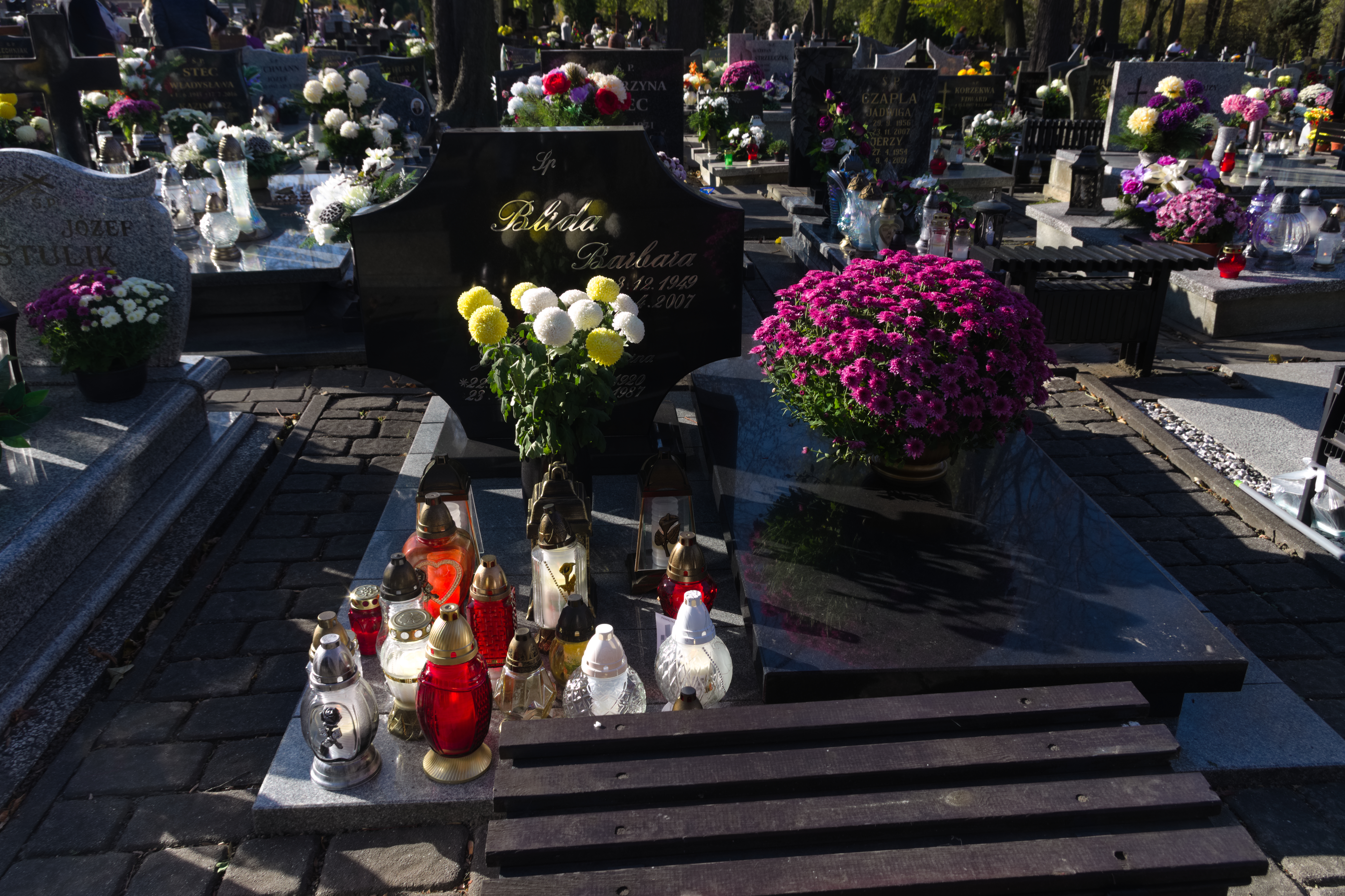
Grab von Blida auf dem Friedhof in Siemianowice Śląskie.

Gegen sie wurde im Zusammenhang mit illegalen Zahlungen an Mitarbeiter des öffentlichen Dienstes ermittelt. Während der Festnahme durch Beamte des Inlandsgeheimdienstes ABW beging sie im Badezimmer ihres Hauses mit der Waffe ihres Mannes Suizid. Die Umstände ihres Todes gelten aber zum Teil als unklar. Der Sejm bildete daher eine Kommission zur Untersuchung der Todesumstände. Verteidiger des Ehemannes von Barbara Blida war Leszek Piotrowski, ein bekannter Rechtsanwalt und ehemaliger Staatssekretär im Justizministerium. Über den Fall wurde die Dokufiktion „Wszystkie ręce umyte. Sprawa Barbary Blidy“ (deutsch: „Alle Hände gewaschen. Der Fall Barbara Blida“) von Sylwester Latkowski und Piotr Pytlakowski mit Adrianna Biedrzyńska in der Titelrolle veröffentlicht.

## Politik
Seit 1969 war sie Mitglied der Polnischen Vereinigten Arbeiterpartei (PVAP/PZPR), der sie bis zu deren Auflösung am 27. Januar 1990 angehörte. Anschließend war sie Mitglied der Nachfolgepartei SdRP. Zwischen 1999 und 2004 vertrat sie dann dort die Partei SLD, in der die SdRP aufgegangen war.
Bei den halbfreien Wahlen zum Vertragssejm 1989 wurde sie auf einem der für die PZPR und ihre Blockparteien reservierten Plätze in den Sejm gewählt. Auch bei den vollständig freien Wahlen 1991, 1993, 1997 und 2001 wurde sie jeweils gewählt. 2004 trat sie aus der SLD-Fraktion aus und blieb bis zum Schluss der Wahlperiode fraktionslos. Trotzdem kandidierte sie bei der Wahl zum Senat der Republik Polen für die SLD im Wahlkreis Katowice, unterlag jedoch mit 27,4 % der Stimmen.
Zwischen 1993 und 1996 war sie unter den Ministerpräsidenten Waldemar Pawlak, Józef Oleksy und Włodzimierz Cimoszewicz Chefin des Bauministeriums. Nach einer Verwaltungsreform übernahm sie 1997 die Leitung des nationalen Amtes für Wohnungsbau und Stadtentwicklung.

## Ehrungen
- 1989 Silbernes Verdienstkreuz der Republik Polen
- 2005 Ritterkreuz des Ordens Polonia Restituta[11]
- 2012 Ehrenbürgerin von Siemianowice Śląskie (postum)[12]